# Montenero (Livorno)
Montenero è un quartiere collinare del comune di Livorno, celebre per la presenza del Santuario della Madonna di Montenero, patrona della Toscana.
L'abitato in origine costituiva una frazione isolata dalla città, mentre nel ventunesimo secolo è collegato al quartiere di Ardenza mediante una fascia urbanizzata posta lungo la via di Montenero. Tuttavia il luogo mantiene alcune caratteristiche tipiche dei piccoli borghi di campagna: ad esempio il quartiere è dotato di un proprio cimitero posto nella parte più bassa della collina.

## Storia
(Emanuele Repetti)

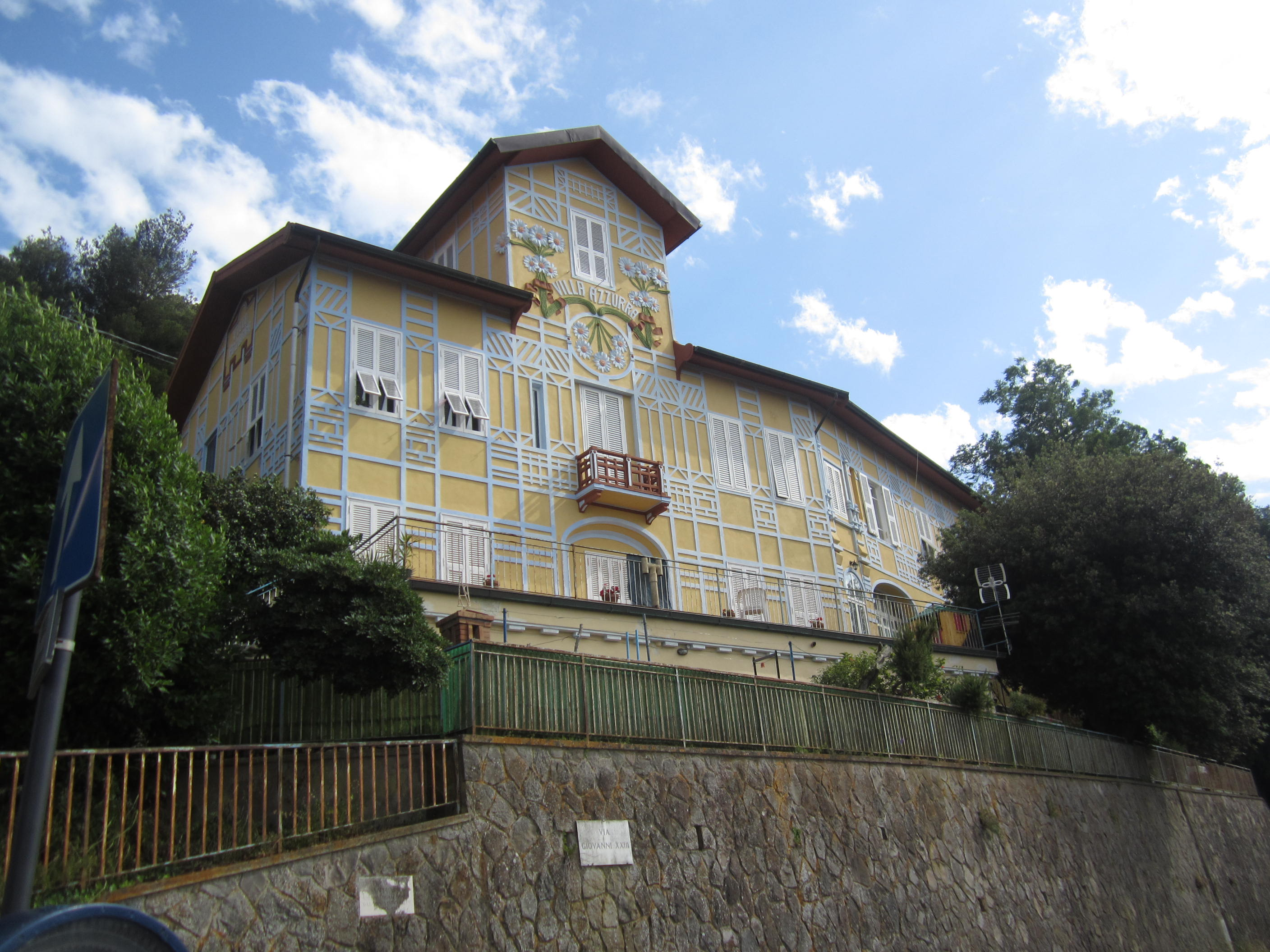
Villa Azzurra

Abitato dall'uomo sin dall'età neolitica, di cui ne sono testimonianza i numerosi manufatti trovati sulle sue pendici ed in particolare quelli del 1855 presso la "Buca delle Fate", nell'antichità questo colle (nel ventunesimo secolo denominato Monte Nero) era noto col nome di Monte del Diavolo, per la presenza di un folto bosco che incuteva timore ai viaggiatori. Amministrato direttamente dal "Capitanato" di Livorno e divenuto importante bandita di caccia dei Medici (1618), fu zona di passaggio obbligato per la strada che da Livorno scendeva verso Rosignano Marittimo e la Maremma fino a quando, nella prima metà del XIX secolo, fu ampliata e rettificata la vecchia litoranea del "Romito".
Il suo sviluppo si deve alla realizzazione del Santuario mariano, fortemente rimaneggiato e ampliato a partire dal Settecento. Proprio in questo periodo Montenero divenne anche un ricercato luogo di villeggiatura con la costruzione di numerose ville, tanto che Carlo Goldoni vi ambientò la commedia Le avventure della villeggiatura. Tra queste residenze si ricordano la Villa delle Rose, dove soggiornò George Gordon Byron, la cui presenza è attestata sin dalla fine del Seicento, la Villa del Buffone, originariamente sorta come casolare mediceo, la Villa Carboni (XVIII secolo) e quella delle Pianacce, posta sulla via omonima e d'origine seicentesca.
La vocazione turistica del colle avrebbe dovuto concretizzarsi anche nella realizzazione, all'inizio del Novecento, di un lussuoso complesso per la villeggiatura: in realtà l'impresa fu portata a termine solo in minima parte, con la sola costruzione di una villa riconducibile allo stile Liberty (la cosiddetta Villa Azzurra) che ancora nel ventunesimo secolo precede l'arrivo alla piazza di Montenero. Nello stesso periodo fu messa in esercizio una caratteristica funicolare per collegare la parte bassa della località (Montenero Basso) con la sommità dell'abitato (Montenero Alto) e il suo Santuario. Contestualmente alla funicolare fu attivata anche la tranvia delle Pianacce, linea peculiare della rete tranviaria di Livorno, che fu attiva fino all'inizio degli anni trenta.
Durante il Fascismo, sotto Costanzo Ciano, la frazione ospitò diverse gare automobilistiche con i migliori piloti del mondo (Coppa Ciano) e, nel 1937, la competizione fu valida per il Gran Premio d'Italia. Lo stesso Ciano, alla sua morte, avrebbe dovuto essere sepolto in un mausoleo posto sulle pendici della collina, ma lo scoppio della seconda guerra mondiale interruppe per sempre i lavori (si veda la voce Mausoleo di Ciano).
Dal 15 maggio 1947, ogni anno si recano al Santuario di Montenero tutte le diocesi toscane per donare l'Olio santo alla "Mater Etruriae".

## Luoghi d'interesse

La stazione a valle della funicolare di Montenero in una foto d'inizio Novecento

- Santuario di Montenero
- Famedio di Montenero
- Fonte di San Fele
- Mausoleo di Ciano
- Villa Dupouy
- Villa Ombrosa
- Villa San Giorgio
- Altre ville di Montenero